# Доминиканский монастырь (Минск)
Костёл Святого Фомы Аквинского и доминиканский монастырь — бывший римско-католический монастырский комплекс, расположенный в Минске. Действовал с начала XVII века по 1832 год. Находился на Высоком рынке, занимал площадь около 2 гектар, ограниченную улицами Доминиканской, Волоцкой и Юрьевской (часть квартала современного Дворца Республики).
В состав комплекса входили каменные здания костёла и монастырского корпуса, а также деревянные постройки: два флигеля, конюшня, амбар, колодец, в северо-западной части корпуса находился сад; весь комплекс был огорожен высокой каменной кладкой с большими въездными воротами. Здания были взорваны в 1950 году. На сегодняшний день сохранились только фундаменты и своды, требующие детальных археологических исследований.
На данный момент обсуждается вопрос реконструкции костёла на его первоначальном месте.

## История
В 1600 году вдова венденского воеводы Кшиштофа Слушки София (из рода Завишей) начала строить деревянный костёл, вскоре после окончания постройки в 1605 году отошедший к монахам-доминиканцам. По свидетельству Владислава Сырокомли, монастырь поддержала шляхта — ею был организован сбор в фонд костёла, получивший название «копыткова». Это была плата за проведение коня через городскую заставу. Позже в интерьере доминиканского монастыря были размещены гербы инициаторов данного сбора. В 1615 году, после пожара, минский воевода Пётр Тышкевич подарил монахам площадь для возведения каменных зданий. По состоянию на 1623 год костёл упоминается как недавно заложенный. Предполагается, что он был построен в 1620—1640 годах и освящён в честь Фомы Аквинского, одного из известнейших представителей доминиканского ордена, философа, проповедника.
Монастырь и костёл находились неподалёку от южной линии городских укреплений — земляного вала со рвом и бастионами. Во второй половине XVII века монастырь являлся одним из оборонительных форпостов города. В русских документах времён Русско-польской войны (1654—1667) упоминается, что из костёла можно было вести «полковой и подошвенный и мушкетный бой». Путешественники, проезжавшие через Минск, отмечали великолепие и богатство костёла, а стольник Петра I Пётр Толстой, который останавливался в 1697 году в городе, восхищался органом. Известно, что с 1692 по 1698 годы органистом в соборе служил К. Мурашкевич, а с 1698 — К. Ластовский.
В 1703 году было завершено строительство нового монастырского комплекса, а в 1709 году началась «реставрация костела, особенно второй половины нефа, которую надлежало выровнять вместе с часовнями остальной части костела». В 1781 году началась ещё одна реконструкция костёла, для чего настоятель Петропавловского монастыря Н. Данилевский отдал доминиканцам в аренду кирпичный завод, находившийся во урочище Медвежино. В 1781 году бургомистр и председатель цеха каменщиков Н. Макаревич заключил контракт с Б. Рыбчинским, настоятелем монастыря, на строительные работы. В результате реставраций монастырь получил необычную ансамблевую композицию — создание двух планов-кулис, развёрнутых в пространстве.
В связи с созданием Минской диоцезии в 1798 году часть корпусов доминиканского монастыря была передана под епископскую резиденцию. После подавления Польского восстания 1830 года, 18 июля 1832 года, монастырь был закрыт российскими властями, и костёл начал действовать как приходской храм во имя Троицы. В 1840-е годы монастырские корпуса были перестроены под духовную католическую семинарию. После подавления Польского восстания 1863 года комплекс начинает использоваться в качестве военного двора. В 1880-х годах появился проект приспособления костёла под театр, который так и не был осуществлён. На протяжении XIX века костёл утратил свои боковые башни. В начале XX века здание костёла использовалось пожарным депо. Около 1907 года верх фронтона костела был разобран, и на его месте была сооружена деревянная смотровая вышка.
5 июля 1926 года комплекс был взят под охрану государства. Во время освобождения Минска советскими войсками в 1944 году здание костела было повреждено. После окончания войны в 1945 году правительство Германии выплатило контрибуцию на восстановление зданий Белорусской ССР, часть из которой пошла на первичную консервацию здания.
Однако в 1950 году руководством БССР был утверждён генеральный план Центральной площади, согласно которому посреди неё возводился памятник Иосифу Сталину, а на месте бывшего монастыря разбивался сквер. Вскоре костёл был взорван, и его камни пошли на строительство новых сооружений в Минске. В 1986 году археологи вскрыли фундамент костёла. Его стены местами достигали 3 метров, на фасадах были обнаружены бойницы нижнего боя, приспособленные для стрельбы из мушкетов. Зенон Позняк, принимавший участие в раскопках, в одной из статей писал, что когда археологи добрались до слоя XVII века, то обнаружили несколько десятков скелетов с проломленным либо простреленными черепами.

## Архитектура
Архитектурный ансамбль имел чёткую пространственно-развернутую композицию, первый план которой создавали входные ворота, на втором плане был непосредственно сам главный ансамбль костела, а в качестве своеобразного фона выступали стены монастырского корпуса.
Монастырские постройки с комплексом занимали площадь 9949,5 м², кроме того имелись владения в других частях Минска, которые
в общей сложности составляли 5445 м² и сдавались в аренду горожанам.

### Костёл
Костёл являлся памятником архитектуры барокко. Он представлял собой классическую трёхнефную базилику без трансепта, с прямоугольным алтарём. В юго-западных частях боковых нефов располагались две часовни. Высокий корабль храма на главном фасаде завершал многоярусный фигурный щит, украшенный рустованными пилястрами, боковыми волютами, декоративными вазами, наличниками лучковых и арочных оконных проёмов. Живописность фасада значительно обогащали восьмигранные ротонды-часовни, которые располагались по обеим сторонам фасада. К северо-западному фасаду в виде прямоугольной апсиды прилегала сакристия.

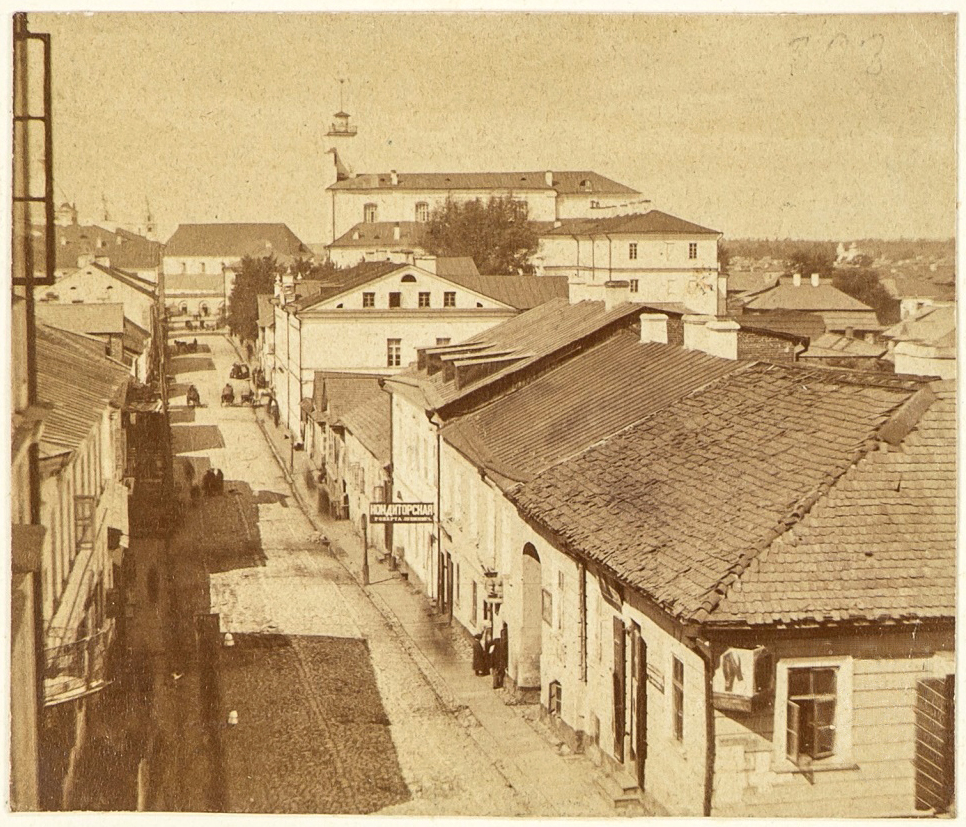
Доминиканская улица, справа костёл. Снимок 2-й половины XIX века

Центральный неф перекрывался цилиндрическими сводами, а боковые нефы — крестовыми. Интерьер был украшен фресками в стиле барокко и 13 лепными алтарями с рокайлями — главным и боковыми, которые были расположены около 6 межнефовых столбов. Главный алтарь был посвящён Фоме Аквинскому, слева от него находились алтари, посвящённые Деве Марии Розария, апостолу Фаддею, святой Варваре Илиопольской, святому Викентию Ферреру, Екатерине Александрийской, архангелу Михаилу; справа — алтари Распятия Христова, святого Доминика, Непорочного зачатия Девы Марии, святого Яцека Одровонжа, святого Яна Непомука. Ещё два алтаря были в часовнях; в левой часовне, построенной на пожертвования Глебовичей, — в честь Марии Магдалины, в правой, построенной на пожертвования Завишей и расписанной фресками Страстей Христовых, — в честь Скорбящей Девы Марии. Также на карнизах имелось 8 лепных гербов основателей и покровителей монастыря.
На хорах, над нартексом, находился орган, рассчитанный на 24 голоса и являвшийся самым большим в Минске. В 1830-х годах в костёл часто приходил живший в здании напротив будущий композитор Станислав Монюшко, чтобы послушать орган.

### Монастырские ворота

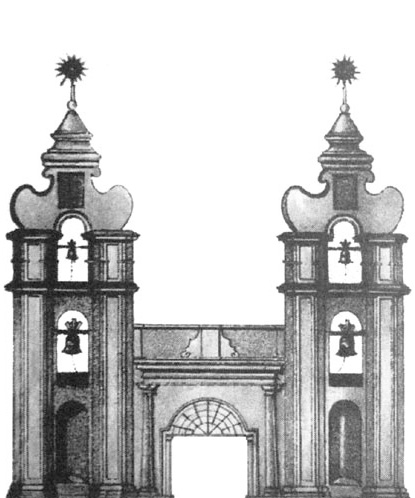
Монастырские ворота

Перед главным фасадом костёла стояли входные ворота, состоявшие из двух трёхъярусных башен-колоколен, соединённых входным портиком в виде триумфальной арки. Башни были украшены четырьмя диагонально расположенными волютами, которые были увенчаны барочными сигнатурками.

### Монастырский комплекс
Монастырский корпус  — прямоугольное вытянутое двухэтажное здание с вальмовыми крышами  — примыкал под прямым углом к пресвитерию и концу бокового нефа костёла и сливался с ним в монументальный массив. Центральная часть фасада выделялась ризалитом. Помещения монастыря перекрывались крестовыми сводами.
Помимо каменного монастырского корпуса существовали хозяйственные постройки: одноэтажный коридорный дом, разделенный на кухню с пекарней и жильём для прислуги (1825), два сарая с конюшней для четырёх лошадей, амбар с ледником (1823), колодец с сенью.

## Современность
Существует проект восстановления костёла на историческом месте. Специалистами архитектурной секции Белорусского добровольного общества охраны памятников истории и культуры был разработан эскиз костёла на основании научно-исследовательских материалов.
В 2011 году общество подготовило обращение к властям Минска с обоснованием данного предложения.